# Johann Heinrich Augustin von Mörs
Johann Heinrich Augustin von Mörs (* vor 1690 in Köln; † 12. März 1730 ebenda) war ein Kölner Priester und Offizial.
Der zum Doctor iuris utriusque promovierte Mörs war seit dem 11. Juni 1690 Kanoniker an St. Maria ad Gradus und empfing am 16. Mai 1693 die Priesterweihe. Als Kanoniker an St. Aposteln zu Köln folgte er seinem Onkel Johann Heinrich von Mörs 1728 als Domherr nach und wurde von Erzbischof Clemens August I. von Bayern am 27. Juni 1729 zum Offizial des Erzbistums Köln ernannt.